# 김형석 (연출가)
김형석은 대한민국의 텔레비전 드라마 연출감독이다.

## 드라마
- 2003년 KBS2 단막극 《드라마 시티 - 쑥과 마늘에 관한 진실》 ... 연출
- 미정 KBS2 단막극 《드라마 시티 - 나에겐 외계인 친구가 있다》 ... 연출
- 미정 KBS2 단막극 《드라마 시티 - 핸드폰이 꺼져있어》 ... 연출
- 2004년 KBS2 일요 아침 연속극 《알게될거야》 ... 공동연출
- 2005년 ~ 2006년 KBS2 주말연속극 《슬픔이여 안녕》 ... 공동연출
- 2008년 KBS2 월화 미니시리즈 《연애결혼》 ... 연출
- 2009년 KBS2 납량특선 미니시리즈 《2009 전설의 고향》 ... 공동연출
- 2010년 KBS2 단막극 《KBS 드라마 스페셜 - 조금 야한 우리 연애》 ... 연출
- 2010년 KBS2 단막극 《KBS 드라마 스페셜 - 돌멩이》 ... 연출
- 2011년 KBS2 단막극 《KBS 드라마 스페셜 - 영덕 우먼스 씨름단》 ... 연출
- 2011년 KBS2 단막극 《KBS 드라마 스페셜 - 큐피트 팩토리》 ... 연출
- 2012년 KBS2 주말연속극 《넝쿨째 굴러온 당신》 ... 연출
- 2015년 KBS2 단막극 《KBS 드라마 스페셜 - 웃기는 여자》 ... 연출
- 2015년 ~ 2016년 KBS2 월화 미니시리즈 《오 마이 비너스》 ... 공동연출
- 2017년 ~ 2018년 KBS2 주말연속극 《황금빛 내 인생》 ... 연출
- 2020년 ~ 2021년 KBS2 수목 미니시리즈 《바람피면 죽는다》 ... 연출
- 2025년 ~ 2026년 KBS2 새 주말연속극 《화려한 날들》 ... 연출